# Urban Talija
Nikola Urban Talija (Lopud, 17. rujna 1859. - Dubrovnik, 22. studenog 1943.), hrvatski franjevački provincijal, profesor teologije, književnik i knjižničar. 

## Životopis
Rođen je u Lopudu, 17. rujna 1859., u obitelji Nikola Talije i Marije rođ. Pehovac. Krsno ime mu je bilo Nikola. Žvio je na Lopudu u neposrednoj blizini franjevačkog samostana. Godine 1875. je stupio u Provinciju sv. Frana u Dubrovniku. Za svećenika se zaredio 1882. godine. Bogoslovni i filozofski studij započinje u Dubrovniku, a specijalizira se u Rimu i Innsbrucku.
Kasnije stječe položaj generalnog lektora Teološkog studija Male braće u Dubrovniku. Tamo je predavao i egzegezu sv. Pisma, dogmatiku i filozofske discipline. Godine 1910. bio je među kandidatima za barskog nadbiskupa. Kasnije ga dubrovački biskup Josip Marčelić postavlja za prvog urednika Lista dubrovačke biskupije. Dužnost je obavljao od 1901. do 1905. Dao je inicijativu za osnivanje Kulturnog društva Bošković, bio članom Društva hrvatskih književnika, Družbe braće hrvatskoga zmaja, Hrvatskog kulturnog društva Napredak, Astronomskog društva u Beogradu i član uredništva tamošnjeg časopisa Saturn. Dobitnik je medalje Crvenog križa. Godine 1913. mu je skovana posebna srebrena medalja kao izraz priznanja pape Pija X., orden bl. Pija IX. Zbog izvrsnog umijeća vođenja polemika, dobiva nadimak "naš padre Kant".
Družba "Braća Hrvatskoga Zmaja" je u njegovom rodnom Lopudu organizirala postavljanje spomen-ploče u njegovu čast. 